# ClientEarth
ClientEarth è un'organizzazione legale e ambientale senza scopo di lucro, con sede a Londra  e uffici anche a Bruxelles, Varsavia, Berlino, Pechino, Madrid e Los Angeles. È stata fondata nel 2008 da James Thornton, dal luglio 2022 l'amministratore delegato è Laura Clarke. In qualità di avvocati ed esperti ambientali, usano la legge per chiedere conto ai governi e ad altre società del cambiamento climatico, della perdita della natura e dell'inquinamento.
Nel 2012 BusinessGreen ha conferito a ClientEarth il premio ONG dell'anno. Nel 2013 ClientEarth ha ricevuto il premio LSA della Law Society per l'eccellenza nella responsabilità ambientale.
Nel 2017, ClientEarth è stato nominato il gruppo ambientalista più efficace dai leader ecologici.

## Attività e campagne

### Accesso alla giustizia
ClientEarth sta tentando di rendere un diritto legale per i cittadini europei e le organizzazioni non governative (ONG) portare i casi ambientali in tribunale. Nel 2010, ClientEarth ha avuto successo in una sfida legale per convincere i tribunali britannici ad accettare la Convenzione di Aarhus; questa convenzione obbliga i governi a concedere diritti e rimuovere le barriere finanziarie alle ONG e agli individui per avviare azioni legali nei casi di danno ambientale. Nel 2011 ClientEarth ha annunciato il lancio del suo centro europeo di Aarhus. Fornisce ai cittadini e alle organizzazioni non governative le competenze giuridiche necessarie per migliorare l'accesso alle informazioni e alla giustizia nell'UE.

### Inquinamento atmosferico
Nel luglio 2011 ClientEarth ha presentato un caso all'Alta Corte di giustizia di Inghilterra e Galles, contestando Defra per la sua incapacità di proteggere la salute dei cittadini britannici dagli impatti dannosi dell'inquinamento atmosferico.
Gli avvocati di ClientEarth hanno insistito che non è stato fatto abbastanza dopo che il Regno Unito ha violato i limiti dell'UE per il biossido di azoto. Nel 2015 ClientEarth ha vinto la causa. In totale ClientEarth ha vinto tre sentenze dell'Alta Corte che ordinano al governo britannico di produrre piani più forti per migliorare la qualità dell'aria. La terza sentenza contro il Segretario all'Ambiente e il Segretario ai Trasporti ha imposto modifiche urgenti alla politica del governo britannico sulla qualità dell'aria.
Nel 2019, l'analisi di ClientEarth ha mostrato che l'83% delle aree britanniche non rispettava i limiti legali dell'UE. ClientEarth continua a fare pressioni sul governo britannico affinché faccia tutto il possibile per soddisfare rapidamente i limiti legali di inquinamento atmosferico.
ClientEarth lavora anche per combattere l'inquinamento atmosferico in tutta Europa. Ha intentato quasi 40 azioni legali in Germania per violazioni della legge sull'inquinamento atmosferico.  Nel 2015 insieme all'organizzazione partner Deutsche Umwelthlife ClientEarth ha intentato un'azione legale per i livelli illegali di biossido di azoto a Monaco.  A seguito della loro azione legale, il tribunale supremo dell'UE ha inflitto multe multiple di 10.000 euro al governo bavarese per non aver dato seguito alla sentenza.  Nel 2019, la Corte di giustizia dell'Unione europea ha stabilito che il rifiuto delle autorità tedesche di seguire gli ordini del tribunale costituisce una violazione dei diritti umani fondamentali e i ministri tedeschi rischiano il carcere.
Nel 2016 ClientEarth ha intentato una causa contro il governo regionale di Bruxelles per non aver affrontato i livelli illegali di inquinamento atmosferico. Hanno portato il caso a nome di un gruppo di residenti a Bruxelles. Il caso è andato alla Corte di giustizia europea che ha stabilito che i cittadini di Bruxelles hanno il diritto di adire il tribunale per contestare il modo in cui le autorità monitorano l'inquinamento atmosferico.
Nel 2017 ClientEarth ha avviato un'azione legale contro la Lombardia, la regione italiana più inquinata d'Europa, per costringere le autorità a fronteggiare l'emergenza sanitaria.

### Agrocarburanti
Insieme ad altri tre gruppi ambientalisti (Transport and Environment, European Environmental Bureau e BirdLife International), ClientEarth ha intentato una causa contro la Commissione Europea nel marzo 2010. I gruppi hanno citato in giudizio la commissione per non aver rilasciato documenti importanti riguardanti i biocarburanti in linea con le regole di trasparenza.
Nel settembre dello stesso anno i quattro gruppi intentarono una seconda causa contro la Commissione, per tentare di ottenere il rilascio della documentazione riguardante l'impatto ambientale negativo dei biocarburanti. Nonostante la speculazione che i biocarburanti creerebbero più emissioni di riscaldamento climatico rispetto alla benzina o al diesel, uno studio finanziato dalla Commissione aveva suggerito che la politica UE sui biocarburanti avrebbe ridotto le emissioni di carbonio; tuttavia, è stato successivamente dimostrato che questa conclusione si basava su ipotesi errate scelte dalla commissione.

### Industria del carbone
ClientEarth ha intrapreso oltre 75 interventi legali contro il carbone in dieci paesi. Il lavoro si concentra sull'uso della legge per chiudere le centrali a carbone o fermare la costruzione di nuove centrali a carbone. I loro successi principali includono:

#### Bełchatów, Polonia
La miniera di carbone di Bełchatów è la più grande centrale a carbone d'Europa e le sue emissioni di carbonio sono equivalenti a quelle dell'intera Nuova Zelanda. ClientEarth ha intrapreso una sfida legale per eliminare l'impronta di carbonio dell'impianto entro il 2035. La loro causa richiede agli operatori dell'impianto, il gigante energetico statale Polska Grupa Energetyczna, di smettere di bruciare lignite o di adottare misure per eliminare le emissioni di carbonio dell'impianto, entro il 2035. ClientEarth contesta anche il funzionamento di due vicine miniere a cielo aperto, sostenendo che l'estrazione di lignite provoca notevoli disturbi ai livelli delle acque sotterranee e rilascia metalli pesanti tossici nell'acqua e nel suolo circostanti.

#### Północ, Pelplin, Polonia
Nel 2011, ClientEarth ha contestato i piani della società Polenergia che avevano pianificato di costruire una centrale a carbone da 1,6 GW, chiamata Północ (italiano: Nord), vicino a Pelplin. L'impianto sarebbe stato il più grande nuovo impianto di questo tipo nell'UE con 8 milioni di tonnellate di CO2 emesse all'anno. L'autorizzazione per l'impianto ha ignorato evidenti questioni ambientali. A seguito di una denuncia degli avvocati ambientalisti di ClientEarth e di una battaglia legale pluriennale, la Corte amministrativa suprema polacca ha stabilito che la centrale a carbone di Północ non sarà mai costruita.

#### Ostrołęka C, Polonia
Nell'ottobre 2018, ClientEarth ha presentato una denuncia contro Enea sui rischi finanziari per gli investitori tra l'aumento dei prezzi del carbonio, le energie rinnovabili più economiche e le riforme dell'UE sui sussidi statali per le centrali a carbone. I tribunali hanno stabilito nell'agosto 2019 che la decisione di procedere con il progetto non era mai stata valida. In una decisione separata, i tribunali hanno chiesto alla società di pubblicare documenti che spiegassero come l'impianto sarebbe stato redditizio.  ClientEarth ha vinto anche questa causa contro gli sponsor del progetto. Nel febbraio 2020 le autorità polacche hanno annunciato che sospenderanno i finanziamenti all'ultima nuova centrale a carbone pianificata del paese, Ostrołęka C. ClientEarth ha salutato "la fine del nuovo carbone" in Europa.

#### Rovinari, Romania
Nel 2019, ClientEarth ha presentato un ricorso legale contro l'autorizzazione per una centrale elettrica a carbone a Rovinari, una città nel sud-ovest della Romania. L'impianto è tra i peggiori d'Europa per il suo impatto sulla salute umana. Rovinari si trova a monte di un sito di protezione della natura dell'UE che contiene dozzine di habitat e specie minacciate.  L'impugnazione di ClientEarth afferma che l'autorità regionale non ha valutato gli impatti ambientali, climatici o sulla salute dell'impianto.

#### Meliti I e II, Grecia
ClientEarth ha avviato un'azione legale volta a revocare un'autorizzazione per due centrali elettriche a carbone in Grecia: Meliti I e il suo impianto gemello Meliti II. ClientEarth ha affermato che la Grecia non ha effettuato una valutazione dell'impatto ambientale sull'impatto dell'impianto sulla salute, sull'ambiente o sul clima, violando le leggi dell'UE.  Nel gennaio 2020 il Consiglio di Stato greco ha annullato i permessi. La sentenza significa che Meliti II non procederà mentre l'unità esistente richiederà un nuovo permesso per continuare a funzionare.

### Aiuti di Stato
Insieme a Greenpeace, WWF, società energetiche spagnole e l'autorità regionale della Galizia, ClientEarth è intervenuta in merito alla decisione della Commissione europea di approvare sovvenzioni all'industria carboniera spagnola. Il piano approvato offre un accesso preferenziale al mercato all'ingrosso dell'elettricità in Spagna per le centrali elettriche alimentate a carbone nazionale. Aziende elettriche spagnole, tra cui Gas Natural, Iberdrola ed Endesa hanno affermato che ciò le costringerà a recedere dai contratti per carbone importato più economico e ad acquistare carbone nazionale più costoso e di qualità inferiore; le società che hanno sollevato il caso hanno sostenuto che la decisione viola le leggi europee in materia di aiuti di Stato e ambiente e che gli aiuti al governo spagnolo distorceranno ingiustamente il mercato europeo dell'energia. ClientEarth ha anche espresso la preoccupazione che, se la decisione fosse mantenuta, altri paesi potrebbero essere tentati di utilizzare tattiche simili per rafforzare i loro settori del carbone. ClientEarth e gli altri gruppi ambientalisti hanno respinto la posizione della Spagna secondo cui stava tentando di proteggere la sicurezza energetica della nazione, sostenendo che il paese ha un eccesso di offerta di gas naturale e, a volte, di energia rinnovabile.